# Daniel Cremers
Daniel Cremers (* 1971 in Freiburg) ist ein deutscher Informatiker und Mathematiker. Er ist Inhaber des Lehrstuhls für Bildverarbeitung und Künstliche Intelligenz an der Technischen Universität München.

## Wissenschaftliche Laufbahn
Er studierte Physik und Mathematik an der Ruprecht-Karls-Universität Heidelberg, und als Fulbright-Stipendiat an der State University of New York at Stony Brook und der Indiana State University. Er diplomierte 1997 an der Universität Heidelberg mit Auszeichnung im Fach Physik. Nach einem einjährigen Forschungsaufenthalt am Innovationskolleg Theoretische Biologie (heute: Institut für Theoretische Biologie) der Humboldt-Universität zu Berlin promovierte er 2002 an der Universität Mannheim im Fach Informatik mit Summa cum Laude. Von 2002 bis 2004 forschte er als Post-Doktorand an der University of California at Los Angeles und von 2004 bis 2005 als Wissenschaftler in der Forschungszentrale von Siemens in Princeton (New Jersey). Im Juni 2005 wurde Cremers als damals jüngster Professor an die Rheinische Friedrich-Wilhelms-Universität Bonn berufen. Zum 1. Dezember 2009 nahm er einen Ruf auf den Lehrstuhl für Bildverarbeitung und Künstliche Intelligenz an der Technischen Universität München an.
Seit 2018 Cremers ist einer der Gründungsdirektoren des von der TU und der LMU München gemeinsam betriebenen Munich Center for Machine Learning, das seit 2022 dauerhaft als eins der nationalen Kompetenzzentren für Künstliche Intelligenz vom BMBF und von der Bayerischen High-Tech Agenda finanziert wird.
Stand 2024 hat Cremers mehr als 600 wissenschaftliche Artikel in internationalen Zeitschriften und Konferenzbänden veröffentlicht. Laut Google Scholar wurden seine Arbeiten über 70.000 mal zitiert (h-Index 118).

## Preise und Auszeichnungen
- 2020: Advanced Grant des European Research Council (ERC)
- 2019: Mitglied der Bayerischen Akademie der Wissenschaften
- 2016: Gottfried-Wilhelm-Leibniz Preis der Deutschen Forschungsgemeinschaft[5]
- 2009–2015: Starting Grant, Proof of Concept Grant und Consolidator Grant des ERC
- 2005: UCLA Chancellor's Award for Postdoctoral Research, ausgewählt aus über 1000 Postdocs[6]
- 2004: Olympus Preis (seit 2010 Deutscher Mustererkennungspreis) als höchste Auszeichnung der Deutschen Arbeitsgemeinschaft für Mustererkennung
- 2003: Preis der besten Publikation des Jahres der Internationalen Gesellschaft für Mustererkennung